# American Weekend
《American Weekend》는 미국의 인디 밴드 왁사해치의 첫 정규 음반이다. 2012년 1월 12일 돈 조반니 레코드를 통하여 발매되었다.
2012년 6월 11일, "Be Good"이 내셔널 퍼블릭 라디오에서 오늘의 노래로 지정되었으며, 2012년 최고의 노래 50에서도 선정되었다. 《American Weekend》는 뉴욕 타임즈와 더스티드 잡지에서 2012년 최고의 음반으로 선정되었다.
싱어송라이터인 에밀리 키니는 "Be Good"을 2014년에 발매한 음반 《Expired Love》에 수록하였다.

## 트랙 리스트
1. "Catfish" – 3:59
2. "Grass Stain" – 2:30
3. "Rose, 1956" – 2:47
4. "American Weekend" – 4:11
5. "Michel" – 3:01
6. "Be Good" – 2:33
7. "Luminary Blake" – 2:41
8. "Magic City Wholesale" – 3:01
9. "Bathtub" – 3:13
10. "I Think I Love You" – 3:23
11. "Noccalula" – 2:42

| 전문가 평가  | 전문가 평가 |
| 평가 점수    | 평가 점수   |
| 출처         | 점수        |
| ------------ | ----------- |
| AllMusic     | [ 4 ]       |
| Punknews.org | [ 5 ]       |

## 평가
올뮤직의 스콧 케르는 별 5개 중 4개를 부여하였다.